# Alysia vladik
Alysia vladik är en stekelart som beskrevs av Sergey A. Belokobylskij 1998. Alysia vladik ingår i släktet Alysia och familjen bracksteklar. Inga underarter finns listade i Catalogue of Life.